# Kalimpongia
Kalimpongia é um género botânico pertencente à família das orquídeas (Orchidaceae).